# Кучум (притока Сардика)
Кучу́м (рос. Кучум) — річка в Удмуртії (Селтинський район), Росія, ліва притока Сардика.
Річка починається на західній околиці села Усайгурт. Протікає спочатку на південь, пригирлова ділянка спрямована на південний захід. Впадає до Сардика нижче села Кучер-Копки. Русло вузьке, долина широка. Береги місцями заліснені.
Над річкою розташовані села Усайгурт та Кучер-Копки, де збудовано автомобільний міст.